# Pseudbarydia elipha
Pseudbarydia elipha là một loài bướm đêm trong họ Noctuidae.